# Gestione separata INPS
La gestione separata INPS è un fondo pensionistico dell'INPS, finanziato con i contributi previdenziali obbligatori dei lavoratori assicurati con gestione finanziaria senza copertura patrimoniale.
Istituita con la riforma Dini del 1995 una delle molteplici gestioni INPS, e destinata ad erogare le assicurazioni sociali obbligatorie per i lavoratori atipici, autonomi con partita IVA o parasubordinati.  La riduzione delle tutele previdenziali rispetto agli altri lavoratori, ha suscitato varie critiche, ad esempio il segretario generale della CGIL Susanna Camusso li definí a suo tempo "ghetto di precari" meritevole di chiusura.

## Soggetti interessati e aliquote
A decorrere dal 1º gennaio 1996, sono tenuti all'iscrizione presso una apposita Gestione separata, presso l'INPS, e finalizzata all'estensione dell'assicurazione generale obbligatoria per l'invalidità, la vecchiaia e i superstiti, i soggetti che esercitano per professione abituale, ancorché non esclusiva, attività di lavoro autonomo, nonché i titolari di rapporti di collaborazione coordinata e continuativa, e gli incaricati alla vendita a domicilio. Si tratta della quasi totalità delle forme di collaborazione coordinata e continuativa (cosiddetti co.co.co. e co.co.pro.), e le categorie residuali di liberi professionisti, per i quali non è stata prevista una specifica cassa previdenziale. Con successive disposizione di legge sono tenuti all'obbligo di iscrizione gli assegnatari di borse di studio, i volontari del servizio civile, gli amministratori locali, i lavoratori autonomi occasionali.
I soggetti che esercitano per professione abituale, ancorché non esclusiva, attività di lavoro autonomo tenuti all'iscrizione presso l'apposita gestione separata INPS, sono esclusivamente i soggetti che svolgono attività il cui esercizio non sia subordinato all'iscrizione ad appositi albi professionali.
Le aliquote al 2017 sono le seguenti:
- lavoratori autonomi: 25,72%

- Collaboratori continuativi o occasionali: 32,72%

- Titolari di pensione: 24%

## Il sistema dei controlli
Il d.lgs. 10 febbraio 1996, n. 103 ha previsto l'obbligo di iscrizione alla "gestione previdenziale separata" anche per i lavoratori parasubordinati e autonomi iscritti ad autonoma cassa di enti previdenziali (ENPAIA, INPGI), invece che all'INPS. La normativa inserita in un contesto legislativo di difficile lettura per la mancanza di un testo unico nel campo della previdenza sociale (l'ultimo testo unico risale al 1936), ha fatto sì che nel caso dei liberi professionisti che hanno una propria cassa di previdenza sorgessero difficoltà di interpretazione circa l'obbligo di iscrizione alla gestione separata INPS. Ciò ha determinato una ampia evasione dell'obbligo cui l'INPS ha cercato di porre ai ripari con un sistema di controlli che è stato definito Operazione Poseidone. Il problema principale ha riguardato le sanzioni per gli omessi contributi obbligatori che hanno creato ovvie proteste da parte dei sanzionati e tentativi di ricorsi in sede giudiziaria.

## Il caso Inarcassa
All'interno dell'operazione di recupero dei crediti da parte dell'INPS merita attenzione il caso degli iscritti a Inarcassa. Inarcassa è una cassa di previdenza per gli ingegneri e gli architetti liberi professionisti istuita nella seconda metà del Novecento, venendo in tale occasione gli ingegneri e gli architetti dipendenti privati cancellati dai ruoli della cassa e iscritti all'INPS. Tra i tecnici lavoratori dipendenti, è in alcuni casi ammessa in Italia la possibilità di svolgere anche la libera professione, con l'autorizzazione del datore di lavoro.

### L'obbligo di iscrizione a Inarcassa
L'obbligo di iscrizione a Inarcassa sorge in seguito al verificarsi di tre condizioni:
1. Iscrizione all'Albo professionale;
2. non iscritti a forme di previdenza obbligatorie in dipendenza di un rapporto di lavoro subordinato o comunque altra attività esercitata;
3. Possesso della partita IVA.

Se non si verificano contemporaneamente tutti i requisiti elencati, Inarcassa non può iscrivere il lavoratore ingegnere o architetto libero professionista. In definitiva, Inarcassa gestisce le assicurazioni sociali obbligatorie previste dalla legge per gli ingegneri e gli architetti esclusivamente liberi professionisti.
Essendo comunque un ente previdenziale con gestione finanziaria propria dei sistema pensionistico senza copertura patrimoniale, lo Stato assegna a Inarcassa anche altri finanziamenti di origine fiscale che derivano dal versamento a Inarcassa del contributo integrativo nel caso di svolgimento di attività professionali riservate agli ingegneri e agli architetti liberi professionisti.
Secondo Inarcassa, gli obbligati a tali versamenti sono definiti "contribuenti non iscritti" che operano come sostituto d'imposta per conto dei committenti. Rientrano tra tali obbligati:
1. Le società di ingegneria;
2. I lavoratori dipendenti iscritti ad altra cassa di previdenza.

Secondo il bilancio consuntivo 2013 di Inarcassa, il versamento del contributo integrativo ha rappresentato circa il 36% delle entrate fiscali.
La normativa di Inarcassa non è immediatamente comprensibile, pertanto chi versa i contributi integrativi in qualità di sostituto d'imposta, pensa di essere iscritto all'ente previdenziale, quando in realtà non lo è mai stato (figura del contribuente non iscritto).

## I lavoratori precari della scuola e professionisti
Nel caso dei lavoratori precari della scuola che possono avere più incarichi durante l'anno scolastico e contemporaneamente svolgono l'attività di libera professione alternativamente in forma esclusiva e in forma non esclusiva, sono alternativamente soggetti all'obbligo di:
- Nei periodi di attività di libero professionista in forma esclusiva 
  - Iscrizione a Inarcassa in forma esclusiva

oppure
- Nei periodi di attività di libero professionista in forma non esclusiva
  - Iscrizione all'INPS per l'attività di lavoro dipendente
  - Iscrizione alla gestione separata INPS per l'attività di lavoro di libero professionista
  - Obbligo di versamento del contributo integrativo ad Inarcassa in qualità di sostituto d'imposta.

Nel caso dei supplenti, a seconda della situazione lavorativa hanno quindi l'obbligo di cambiare regime previdenziale ogni qualvolta ricevono o terminano un incarico di supplenza. Il Tribunale di Rieti con la sentenza n. 311/2013 ha ribaltato questa impostazione.

## Giurisprudenza e situazione attuale
Secondo la giurisprudenza del Tribunale di Rieti n. 311/2013 l'inquadramento previdenziale per il lavoratore dipendente che svolge anche l'attività di libero professionista è la seguente:
- Nel caso di attività di libero professionista in forma non esclusiva
  - Iscrizione all'INPS per l'attività di lavoro dipendente
  - Obbligo di versamento del contributo integrativo ad Inarcassa in qualità di sostituto d'imposta.

Secondo questa situazione, i lavoratori dipendenti svolgono l'attività di libero professionista operando una concorrenza sleale rispetto a chi svolge l'attività di libero professionista in forma esclusiva in quanto risulterebbero esonerati dal versamento del contributo soggettivo ormai arrivato al 14,5%. Tale situazione vanificherebbe quindi la motivazione alla base della istituzione della gestione separata INPS per quanto riguarda i redditi prodotti dai dipendenti che svolgono anche l'attività di libera professione andando in contrasto (secondo il parere di qualcuno) con la Costituzione e con tutta la normativa sul diritto della previdenza sociale che fa sorgere l'obbligo contributivo con la nascita del rapporto di lavoro subordinato o meno. In realtà l'obbligo contributivo per chi è dipendente viene già assolto dal datore di lavoro di quest'ultimo.
Se in tale opposizione di fronti fosse stata suffragata la recente posizione INPS (però confutata da numerose sentenze in sede civile almeno per quanto riguarda i professionisti che esercitano un'attività che richiede l'iscrizione ad un albo) posizione che avrebbe voluto l'iscrizione di ufficio (o spontanea) alla gestione separata dei professionisti dipendenti, si sarebbe generata una concorrenza sleale in senso inverso dato che tali figure si sarebbero trovate a dover effettuare versamenti sul reddito le cui aliquote oramai superano abbondantemente il 30% del fatturato a fronte di un modesto contributo soggettivo del 14% a cui sono chiamati i professionisti iscritti a Inarcassa.
Tale disputa la si sarebbe potuta facilmente risolvere se Inarcassa avesse istituito al proprio interno una propria gestione separata (così come numerose sentenze in sede civile hanno evidenziato) mantenendo una totale parità di aliquote (attualmente al 14%) tra chi deve versare un contributo soggettivo (in quanto professionista) e chi deve versare una gestione separata (in quanto professionista dipendente), ciò però obbligherebbe tale ente a garantire una forma di integrazione pensionistica (per quanto modesta) ai professionisti non iscritti. Quest'ultima ipotesi agli inizi del 2015 non si era ancora verificata, nonostante alcune scelte sembrassero essersi mosse in tal senso.
Come già precedentemente osservato, la vicenda della gestione separata fin dalla sua nascita (Legge 335/95) non è stata di facile gestione a causa della difficoltà (accompagnata dalla mancanza di volontà) di chiarire le innumerevoli lacune che si sono generate fin dalla sua applicazione, data anche l'estrema eterogeneità dei soggetti coinvolti al versamento di tale contributo previdenziale e data l'estrema variabilità annuale delle aliquote richieste dall'INPS (ormai divenute pressoché insostenibili per la maggior parte dei soggetti coinvolti).
Numerose considerazioni sull'argomento avrebbero anche ipotizzato che il tentativo di regolarizzazione da parte di INPS attraverso "L'operazione Poseidone" (reso in gran parte illegittimo da una serie di sentenze in sede civile a partire dall'aprile 2013) sarebbe stato in realtà uno strumento nato da un'intesa tra INPS e Inarcassa per tentare di eliminare la concorrenza dei professionisti dipendenti.
Dalle posizioni dei professionisti iscritti a Inarcassa si evidenziano infatti ulteriori elementi di supposta concorrenza sleale secondo cui chi esercita una libera professione percependo anche uno stipendio da dipendente si troverebbe nella posizione di poter lavorare con prezzi più bassi di chi invece può contare solo sul reddito della propria attività.
Premesso che tale posizione non sarebbe comunque univocamente sostenibile dato che in tale analisi dovrebbero essere considerate anche le società e le professionalità più facoltose le quali (in virtù della liquidità che dispongono) sarebbero sempre in una posizione di vantaggio rispetto a tutti gli altri professionisti, c'è da osservare che gran parte di questa realtà è stata generata dalla liberalizzazione delle tariffe professionali senza considerare l'effetto domino che tale scelta politica (invocata a gran voce da più parti fin dagli anni 90) avrebbe generato.
Infatti, in un regime di tariffe minime vincolate per legge, non sarebbe stata ipotizzabile una corsa al ribasso dei prezzi per le prestazioni professionali che invece si è manifestata a seguito di tale circostanza.
Ulteriori considerazioni riguardano poi il fatto che un'attività soggetta al versamento ad un ente previdenziale dovrebbe essere un requisito soggettivo ossia che l'obbligo di contribuzione sia in carico a chi esercita l'attività. Il contributo soggettivo viene pagato dal libero professionista in forma esclusiva iscritto ad Inarcassa con i suoi redditi.
Il contributo integrativo inteso come un qualsiasi contributo versato alla cassa, non è altro che il trasferimento in qualità di sostituto d'imposta di tasse pagate da altri ossia dai committenti con una aliquota contributiva pensionistica di finanziamento; quindi, secondo l'interpretazione della sentenza, la semplice funzione di effettuare i versamenti per obbligazioni altrui significa aver ottemperato agli obblighi di legge per "attività non soggette agli obblighi contributivi" agli enti D.Lgs. 509/1994.

## Normativa
- Decreto-legge 8 agosto 2011, n. 98, articolo 18, in materia di "Disposizioni urgenti per la stabilizzazione finanziaria."
- Decreto-legge 23 agosto 2004, n. 243, articolo 1, in materia di "Norme in materia pensionistica e deleghe al Governo nel settore della previdenza pubblica, per il sostegno alla previdenza complementare e all'occupazione stabile e per il riordino degli enti di previdenza ed assistenza obbligatoria."
- Decreto legislativo 10 febbraio 1996, n. 103, in materia di "Attuazione della delega conferita dall'art. 2, comma 25, della legge 8 agosto 1995, n. 335, in materia di tutela previdenziale obbligatoria dei soggetti che svolgono attività autonoma di libera professione."
- Legge 8 agosto 1995, n. 335, articolo 2, in materia di "Riforma del sistema pensionistico obbligatorio e complementare."
- Decreto legislativo 30 giugno 1994, n. 509, in materia di "Attuazione della delega conferita dall'art. 1, comma 32, della legge 24 dicembre 1993, n. 537, in materia di trasformazione in persone giuridiche private di enti gestori di forme obbligatorie di previdenza e assistenza."
- Legge 3 gennaio 1981, n. 6, in materia di "Norme in materia di previdenza per gli ingegneri e gli architetti."